# 丰田工业大学芝加哥分校

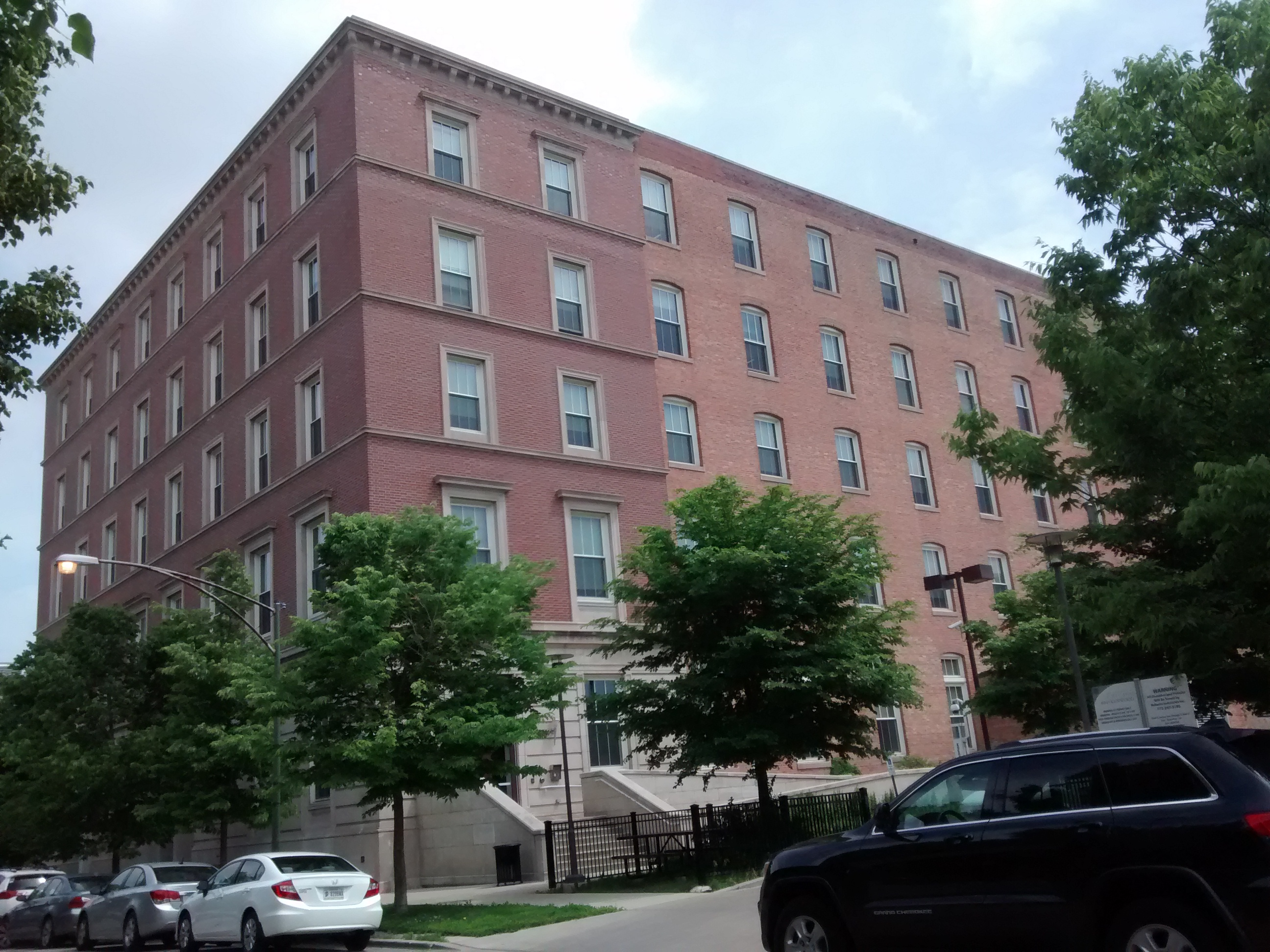
丰田工业大学芝加哥分校

丰田工业大学芝加哥分校是由位于日本名古屋的丰田工业大学与芝加哥大学于2003年合办的一所大学，宗旨是研究和培养计算机科学专业人才。主要研究方向包括理论计算机科学、机器学习、编程语言、计算科学。
该研究所谓非盈利机构，其包括基础研究与研究生教育。学校在伊利诺伊州拥有学位授予权力，并获得北部大学与学院高等教育委员会的认证。
该校校园位于芝加哥大学校园南部毗邻的伍德朗地区。